# Bayono-Awbono jezici
Bayono-Awbono jezici,  malena papuanska jezična porodica na indonezijskom dijelu otoka Nova Gvineja. Obuhvaća tek dva jezika sa stotinjak govornika. Jezici koje obuhvaća su bayono na rijeci Steenboom, 100 (1999 SIL), i awbono s rijeke Modera, 100 (1999 SIL).

## Vanjske poveznice
- Bayono-Awbono (14)
- Bayono-Awbono (15)
- Tree for Bayono-Awbono[neaktivna poveznica]